# Golden set
Nella pallavolo con golden set si intende l'eventuale set di spareggio che viene disputato per decretare la squadra vincitrice al termine di un doppio incontro di andata e ritorno terminato in sostanziale parità. Esso si disputa con le stesse regole del tie-break, quindi se lo aggiudica la squadra che per prima raggiunge i 15 punti con almeno due punti di vantaggio sulla squadra avversaria.
Introdotto dalla Confédération Européenne de Volleyball per le competizioni continentali per club a partire dalla stagione 2009-2010, viene disputato immediatamente al termine della sfida di ritorno, nello stesso impianto di gioco della squadra che disputa in casa la sfida di ritorno.

## Varianti di applicazione

### 2009-2011
Per le prime due stagioni dalla sua introduzione, il golden set venne previsto semplicemente come set di spareggio, e venne disputato solamente se al termine delle due sfide di andata e ritorno il risultato fosse stato speculare fra le due squadre e, quindi, il computo fra set vinti e set persi fosse stato in parità.
Esempio di applicazione
| Gara d'andata Impianto A, Città A   | Squadra A | 1 - 3 | Squadra B | 25-15, 23-25, 23-25, 18-25                   |
| Gara di ritorno Impianto B, Città B | Squadra B | 1 - 3 | Squadra A | 25-19, 18-25, 23-25, 23-25 Golden set: 15-13 |

→ A parità di set al termine dei due incontri, si qualifica al turno successivo la Squadra B, vincitrice del golden set.

### 2011-2013
All'inizio della stagione 2011-2012 venne rivisto il regolamento d'applicazione del golden set, e la variazione venne assunta con lo scopo di aumentare lo spettacolo e l'impegno delle squadre anche nei match di ritorno. Accadeva sovente, infatti, che durante le sfide di ritorno ci fosse un impegno minore da parte delle squadre che avevano conquistato la vittoria nel match d'andata, visto che per passare il turno non era necessario vincere anche al ritorno ma bastava conquistare un set in più di quelli conquistati dalla squadra avversaria nella partita d'andata.
Ad una vittoria per 3 a 0 all'andata, infatti, seguiva un impegno limitato alla conquista di un set, che già da solo permetteva il passaggio del turno anche in caso di sconfitta. Solitamente, vinto il set necessario a passare il turno, la squadra qualificata era solita schierare le seconde linee. A detta dei responsabili della CEV questo andava a ridurre pesantemente lo spettacolo e l'appetibilità mediatica delle partite di pallavolo.
In risposta a questi fatti venne deciso di ricorrere al golden set non più in caso di parità nel computo del set, ma in caso di parità tra sconfitte e vittorie. Per evitare di ricorrere a questo set di spareggio, quindi, una squadra è obbligata a vincere entrambe le partite.
Esempio di applicazione
| Gara d'andata Impianto A, Città A   | Squadra A | 3 - 2 | Squadra B | 25-15, 23-25, 23-25, 25-18, 15-10     |
| Gara di ritorno Impianto B, Città B | Squadra B | 3 - 0 | Squadra A | 25-15, 25-23, 25-23 Golden set: 12-15 |

→ A parità di vittorie al termine dei due incontri, si qualifica al turno successivo la Squadra A, vincitrice del golden set.

### Dalla stagione 2013-2014
Il regolamento del golden set in vigore dal 2011 al 2013 sortì l'effetto sperato di rendere più incerte ed emozionanti le sfide di ritorno, ma al contempo generarono nelle formazioni più blasonate il malcontento per il rischio di una eliminazione anche in caso di netta superiorità. Accadde, infatti, (come nell'esempio al paragrafo precedente) che a passare il turno ci furono squadre che, al termine dei due match regolamentari, avevano perso un numero di set superiori a quelli vinti. Questo creò pesanti proteste da parte delle federazioni delle nazioni pallavolisticamente più importanti (Italia, Polonia e Russia); per questo motivo la Federazione continentale decise, a partire dalle competizioni 2013-2014, di adottare il seguente sistema, che è una via di mezzo tra i due visti.

I risultati delle due partite danno punti come nella stagione regolare: 3 punti in caso di vittoria 3-0 o 3-1, 2 punti in caso di vittoria 3-2, 1 punto per la sconfitta 2-3, 0 punti per la sconfitta 1-3 o 0-3. Il golden set verrà disputato se al termine dei due incontri le squadre si trovano in parità di punti.
2 esempi di applicazione
| Gara d'andata Impianto A, Città A   | Squadra A | 3 - 2 | Squadra B | 25-15, 23-25, 23-25, 25-18, 15-10 |
| Gara di ritorno Impianto B, Città B | Squadra B | 3 - 0 | Squadra A | 25-15, 25-23, 25-23               |

→ A parità di vittorie al termine dei due incontri, si qualifica al turno successivo la Squadra B che ha 4 punti contro i 2 punti della Squadra A, senza che sia necessario il golden set..
| Gara d'andata Impianto A, Città A   | Squadra A | 3 - 1 | Squadra B | 25-15, 23-25, 25-18, 15-10            |
| Gara di ritorno Impianto B, Città B | Squadra B | 3 - 0 | Squadra A | 25-15, 25-23, 25-23 Golden set: 12-15 |

→ A parità di punti al termine dei due incontri (3 a 3), si qualifica al turno successivo la Squadra A, vincitrice del golden set..